# Середньочеський кубок з футболу 1932
Середньочеський кубок 1932 (чеськ. Stredoceský Pohár 1932) — п'ятнадцятий розіграш футбольного кубку Середньої Чехії. Переможцем змагань вдруге ушосте став клуб «Славія» (Прага).

## Результати матчів
- «Спарта» (Кладно) — «Спарта» (Міхле) — 5:4
- «Спарта» (Кладно) — «Лібень» (Прага) — 3:2
- «Спарта» (Кладно) — «Метеор-VIII» (Прага) — 4:2

1/2 фіналу
- «Славія» (Прага) — «Спарта» (Кладно) — 2:2, 6:1
- «Спарта» (Прага) — «Чехія Карлін» (Прага) — 5:3

## Фінал
| 6 листопада 1932 |

| «Спарта» (Прага)  | 1 — 2 | «Славія» (Прага) |
| ----------------- | ----- | ---------------- |
| Соботка Копецький | звіт  | Сильний          |

| Прага Глядачів: 13 000 Арбітр: Цулек |

«Спарта»: Антонін Ледвина, Ярослав Бургр, Йозеф Чтиржокий, Карел Подразіл, Ян Кноблох, Еріх Србек Франтішек Пелцнер, Йозеф Сильний, Раймон Брен, Олдржих Неєдлий, Геза Калочаї
«Славія»: Франтішек Планічка — Еміл Сейферт, Ян Фіала — Антонін Водічка, Штефан Чамбал, Бедржих Єзбера — Франтішек Юнек, Богумил Йоска, Їржі Соботка, Властиміл Копецький, Антонін Пуч. Тренер: Кальман Конрад